# Подільська вишиванка
Подільські вишиванки як і інші сорочки в різних етнографічних регіонах України поділялися на святкові та буденні, на чоловічі та жіночі.
Чоловічі традиційні сорочки були двох типів: сорочка без уставок (без зборів) і сорочка з уставками призбирана біля коміра. Чоловічі вишиванки оздоблювали «прямими» символами: прямий хрест, хміль, дух, виноград.
Жіночі сорочки були також двох типів: сорочки з цільнокроєнним рукавом та сорочки хлоп'янки. Для жіночих вишиванок характерними були «водні» символи: вода, місяць, калина.
Крій та спосіб носіння сорочки визначали місця оздоблення вишиваних сорочок. Жіночі сорочки прикрашалися на рукавах і зовсім незначно на подолі, а чоловічі на невеликих комірах, на манжетах та біля пазухи. Буденні сорочки прикрашалися менше, а святкові більше.
Характерною особливістю жіночих сорочок Поділля є поздовжні смуги які ідуть паралельно спереду і інколи і ззаду сорочки. Ширші смуги називалися «погрудки», а дві вузчі по боках — «побічниці» (приборки).
Основним способом вишивання на Поділлі була низь. Взалежності від напрямку стібків розрізняли поперечну та поздовжю низь, а також «паршиву», «сліпу», «цвітковану», «дрібненьку», «круглу», «лису», «страпату». Цією технікою вишивають з тилу полотна, а після з лицевої сторони способом настилу додають незначно іншої барви. Основний колір подільської низзі чорний або червоний, до нього ще додають жовтий.

## Орнамент
Основним орнаментальним мотивом є ромб та його комбінації: ромб з подовженими сторонами, ромб з гачками, доповненням до ромбу можуть бути косі або прямі хрести, ламані лінії, трикутники, меандри, свастика.
Орнаментальні мотиви мали часто рослинні назви: сосонка, вівсик, семиніг, перерва, а також гребінці, човни, бесаги, копиток, книші. За дослідженням Олександра Прусевича в Ольгопільському та Летичівському повітах переважав такий мотив як «вуж». В с. Калюсик Ушицького повіту знали такі мотиви як: «баранячі роги», «купчак», «косиці», «рак». В Ушицькому повіті — «безкінечник».
«З альбому „Тульчинщина, село Орлівка. Вишивки низзю“ (Кам'янець-Подільський, 1929) відомо, що самі вишивки зробила Юстина Іванівна Ременюк, єдина в селі майстриня, що затримала давню техніку вишивки низзю й орнаментальні мотиви — як спадщину від своєї матері та прабабусь. Уже в двадцятих роках у тому самому селі ніхто більше цією технікою не вишивав, удаючись до легшого способу — „хрестиком“, запозичуючи мотиви з різних видань дуже сумнівної мистецької вартості — дореволюційних „Малороссійскихь узоровь.“, що не мали нічого спільного з українськими народними вишивками.»
На поч. 20 ст. існувало два осередки вишивання низзю в Гайсинському та Ямпільському повіті.
На східному Поділлі яскраво відзначались вишивки у селах Стіна, Яланець, Клембівка, Городківка. В вишивках с. Стіна переважав чорний колір, вишивали в основному три поперечні смуги на рукаві. В кін. 19 ст. на поч. 20 ст. в цих місцевостях на бомбаку вишивали срібною або золотою ниткою шир. В Стіні вишивали також натками кольору жити, а в Клембівці — білими. Основними способами білих вишивок були: довбанка, соловіні вічка, зерновий вивід.
Додатковими способами подільської вишиванки були: стебнівка, штапівка. Застосовувалися також мережка «шабак», яка виконувалася тими ж кольорами, що і вся вишиванка: чорним, червоним, жовтим. Також була поширена в південних районах Поділля мережка під назвою «миканиця» та змережування павучками.
У східних районах Поділля такі осередки народної вишивки, як Клембівка, Яланець, стали центрами вишивального промислу ще в XIX ст. Після участі вишивальниць Поділля у І Всеросійській виставці у Петербурзі в 1902 р. клембівську вишивку продають в Англії, Німеччині, Данії.
У 1914 р. була заснована рукодільна артіль «Наша польза». В 1925 р. вона була перейменована у артіль «Жіноча праця», організатором і керівником був цієї артілі був Віктор Полінецький. У 30-ті роки артіль об'єднувала 30 філій, розташованих у навколишніх селах. В 1936 р. вишивальниці Клембівки представляли свої вироби на Першій виставці українського народного мистецтва у Москві. Десять майстрів були нагороджені дипломами першого ступеня: Тетяна Боднар, Марія Коржух, Параска Березовська. Двом останнім було присвоєне звання майстра народної творчості. Відтоді артіль, що у 1960 р. була реорганізована у фабрику «Жіноча праця», а з 1974 р. увійшла до складу Вінницького виробничо-художнього об'єднання «Вінничанка», брала участь в усіх міжнародних виставках і ярмарках. Сьогодні її провідними майстрами є Параска Горобець, Ксенія Горобець, Марія Козак, Галина Царюк, художниця Ганна Лялька.
У 20-х роках замість вишивок низзю з'являються вишивки низинних узорів технікою хрестик та узорів з рослинними мотивами.
Вишиванки західного Поділля вишивалися переважно чорною вовняною ниткою, через що узори були густіші та насиченіші ніж на східному Поділлі. Цікавими вишиванками вирізнялися придністровські райони Поділля: Чортківського, Бучацького та Монастирського районів. На Гусятинщині самобутніми центрами подільської вишиванки були села Самолусківці, Яблунів, Глібів, Гримайлів, Копичинці, Базар, Джурин.
У с. Вовківці Борщівського району вишивка рослинним орнаментом чорного кольору поєднувалася з широкими смугами мережок виключно жовтого й оранжевого кольорів. У с. Устє широкі полики мали три поперечні смуги які чергувалися з тонкими смугами золотого і срібного кольору. Поширені тут також мережки «микання».
Вишивці Поділля приділяли увагу O. Прусевич, А. Зарембський, В. Гагенмейстер.

с. Орлівка (Тульчинщина)
с. Орлівка (Тульчинщина)
с. Орлівка (Тульчинщина)
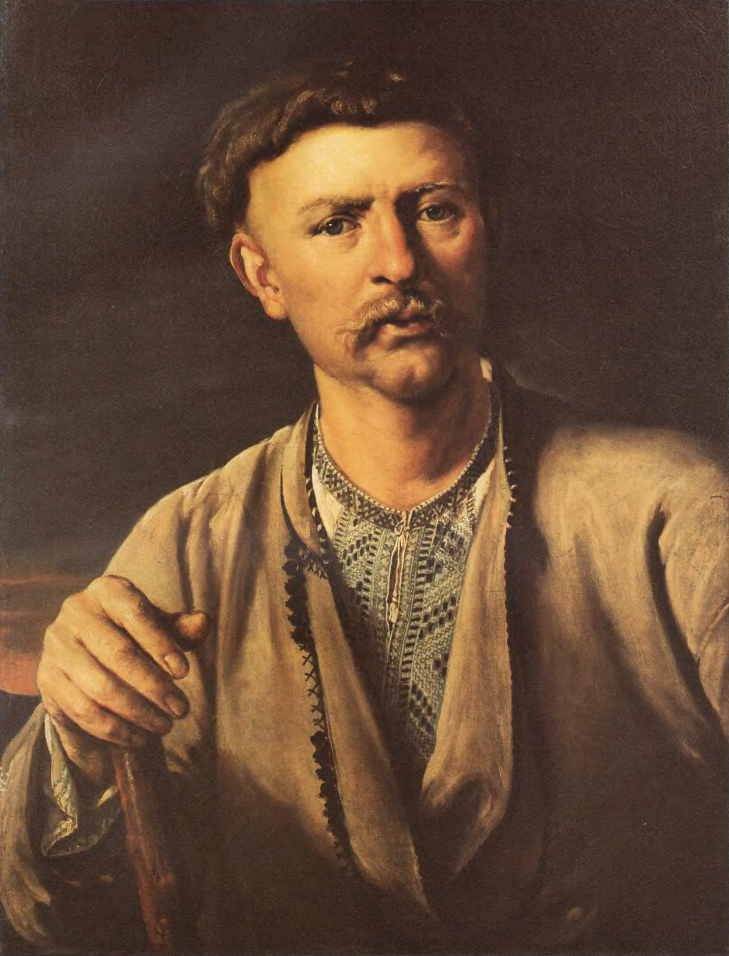
Василь Тропінін. Українець. (1820)
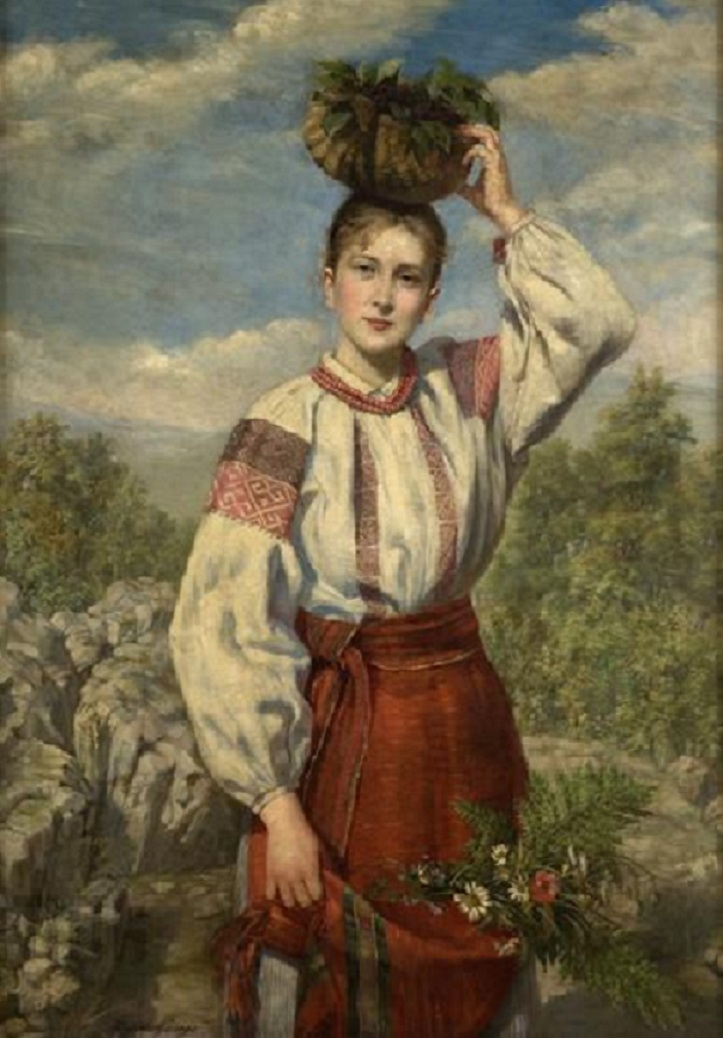
«З лісу». Антоніна Маєвська 1893

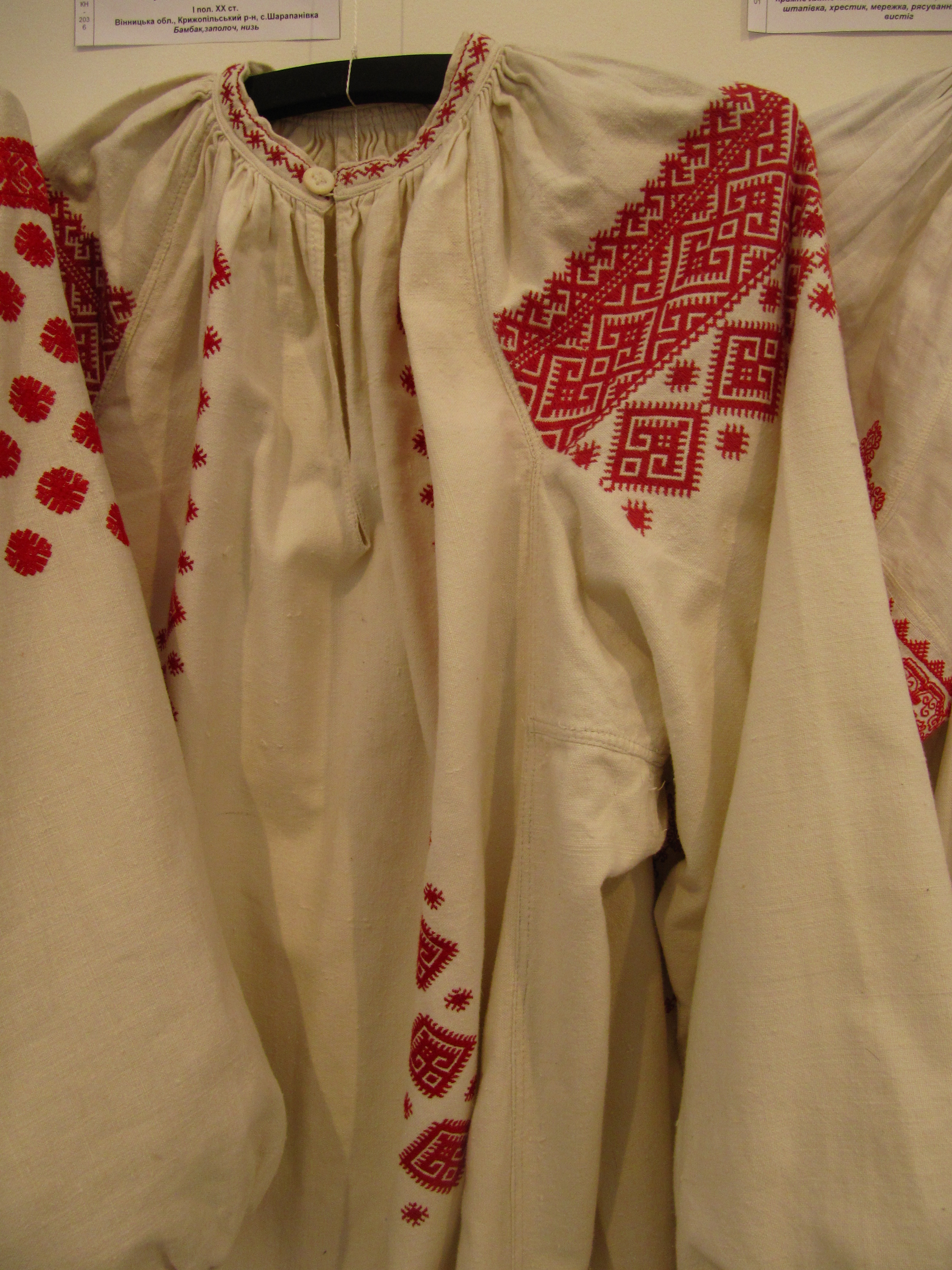
1 половина 20 ст. Вінницька обл. Крижопільський р. с. Шарапанівка.
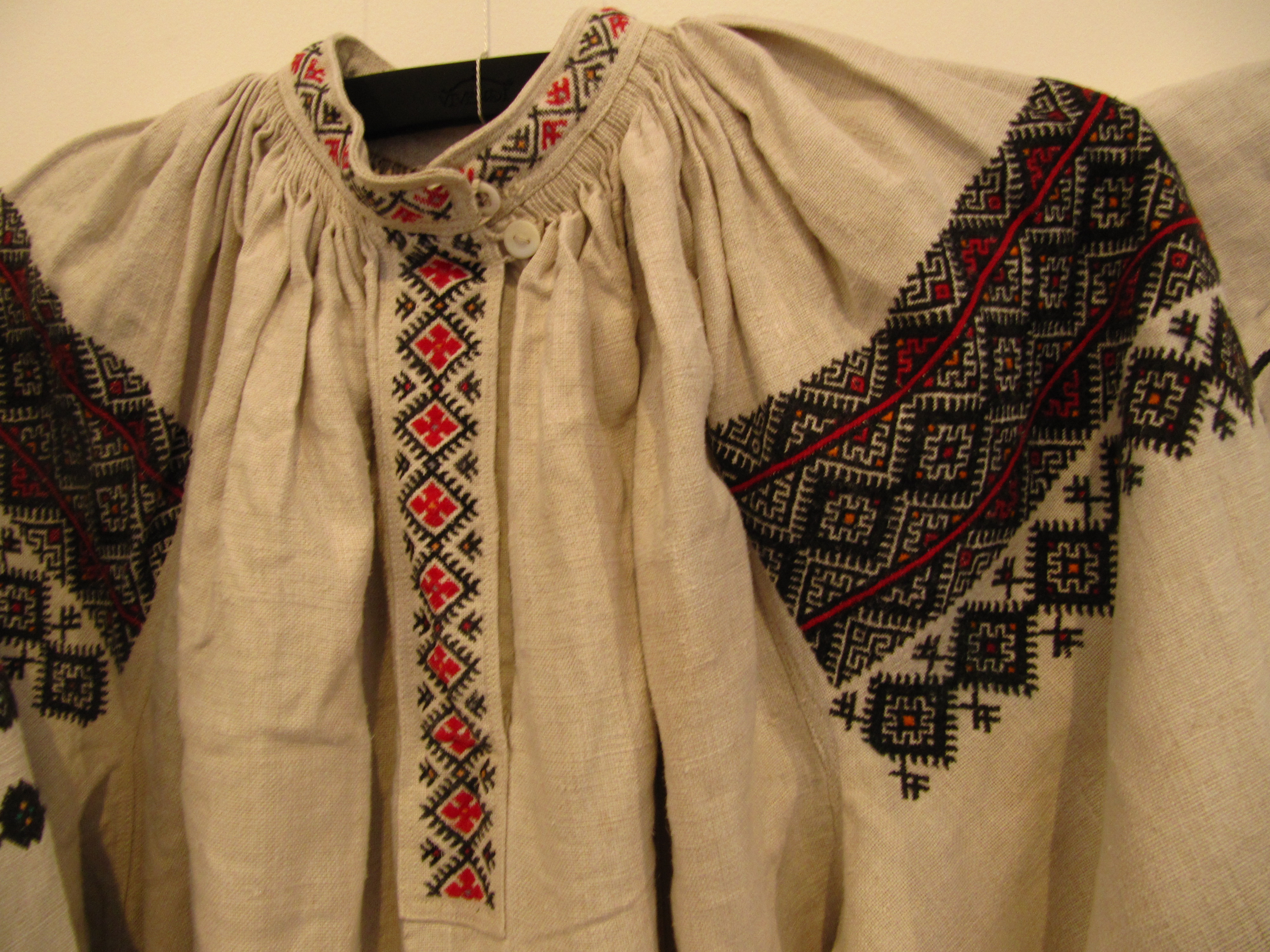
Жіноча сорочка до підточки. 1 половина 20 ст. Вінницька обл. Теплицький р. с. Орлівка
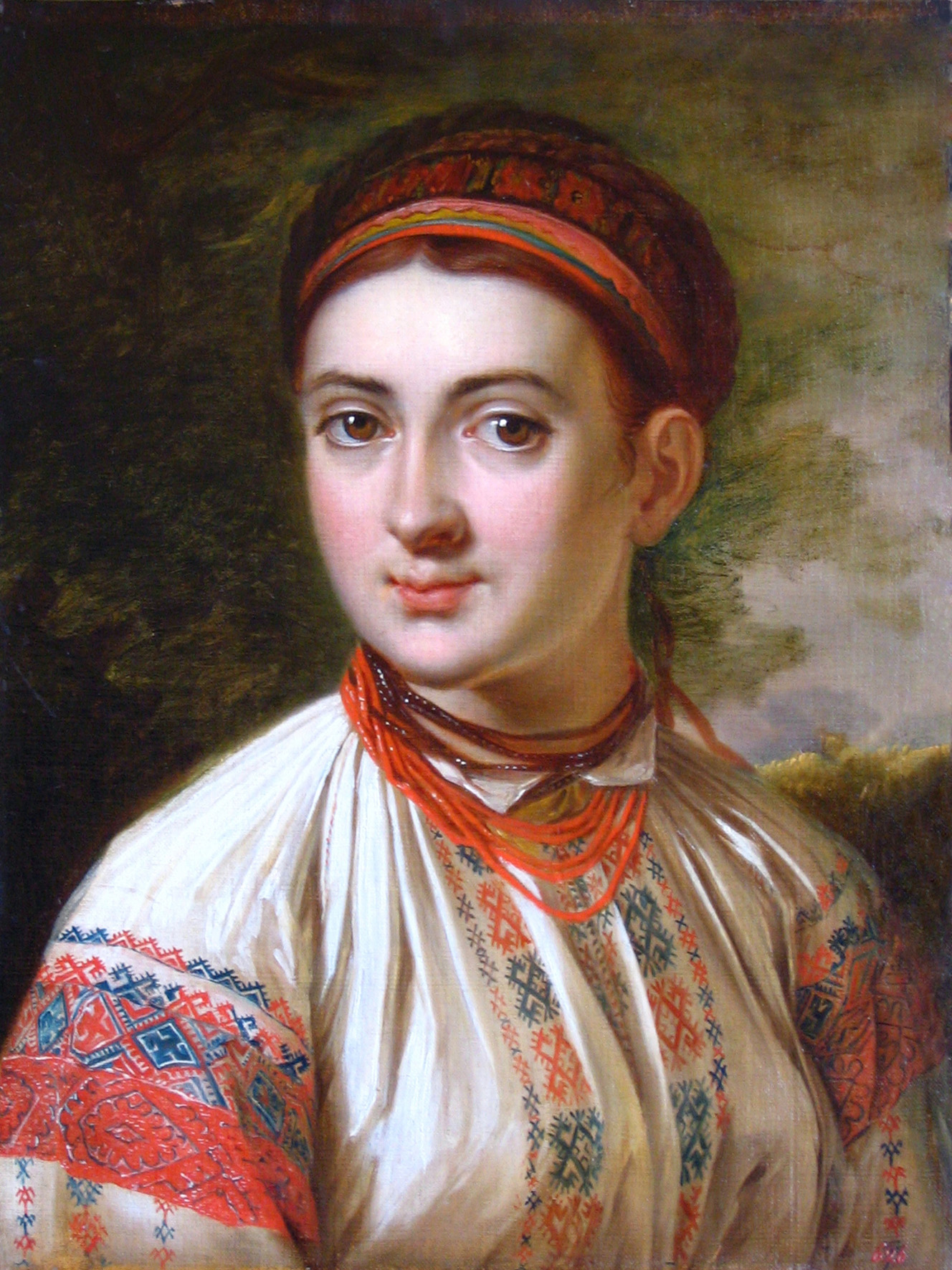
Подільська вишиванка. Василь Тропінін 1804
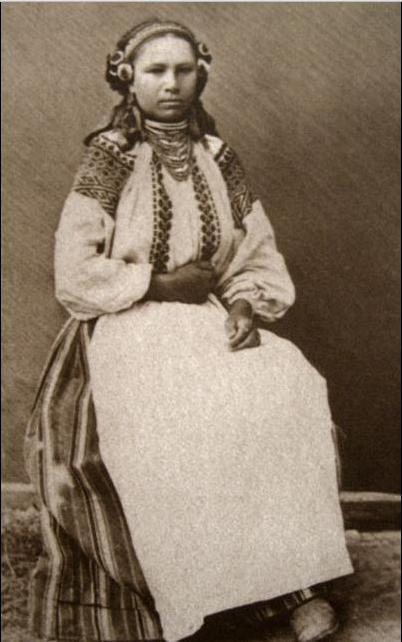
Кам'янець-Подільський. Традиційна подільська сорочка
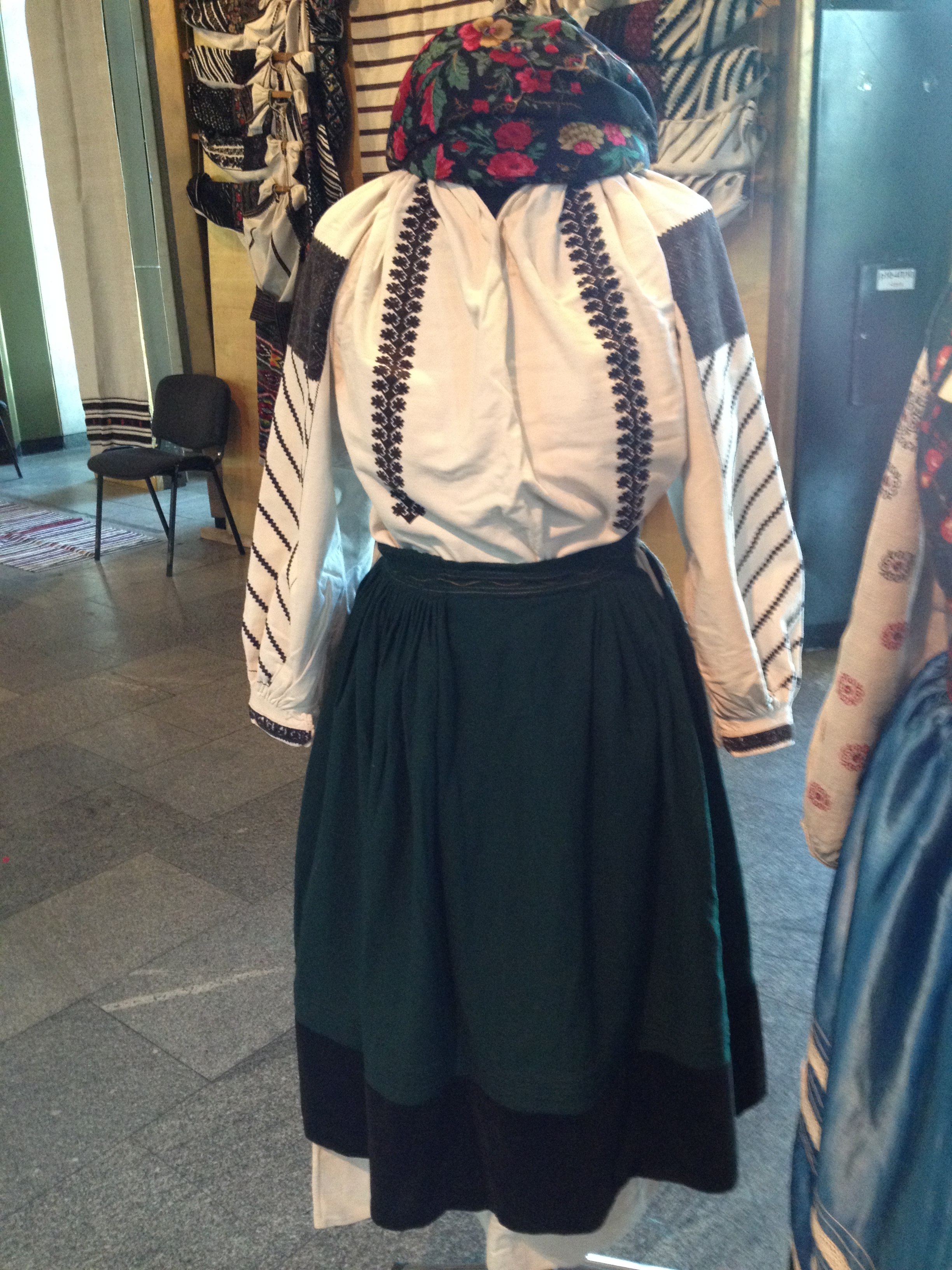
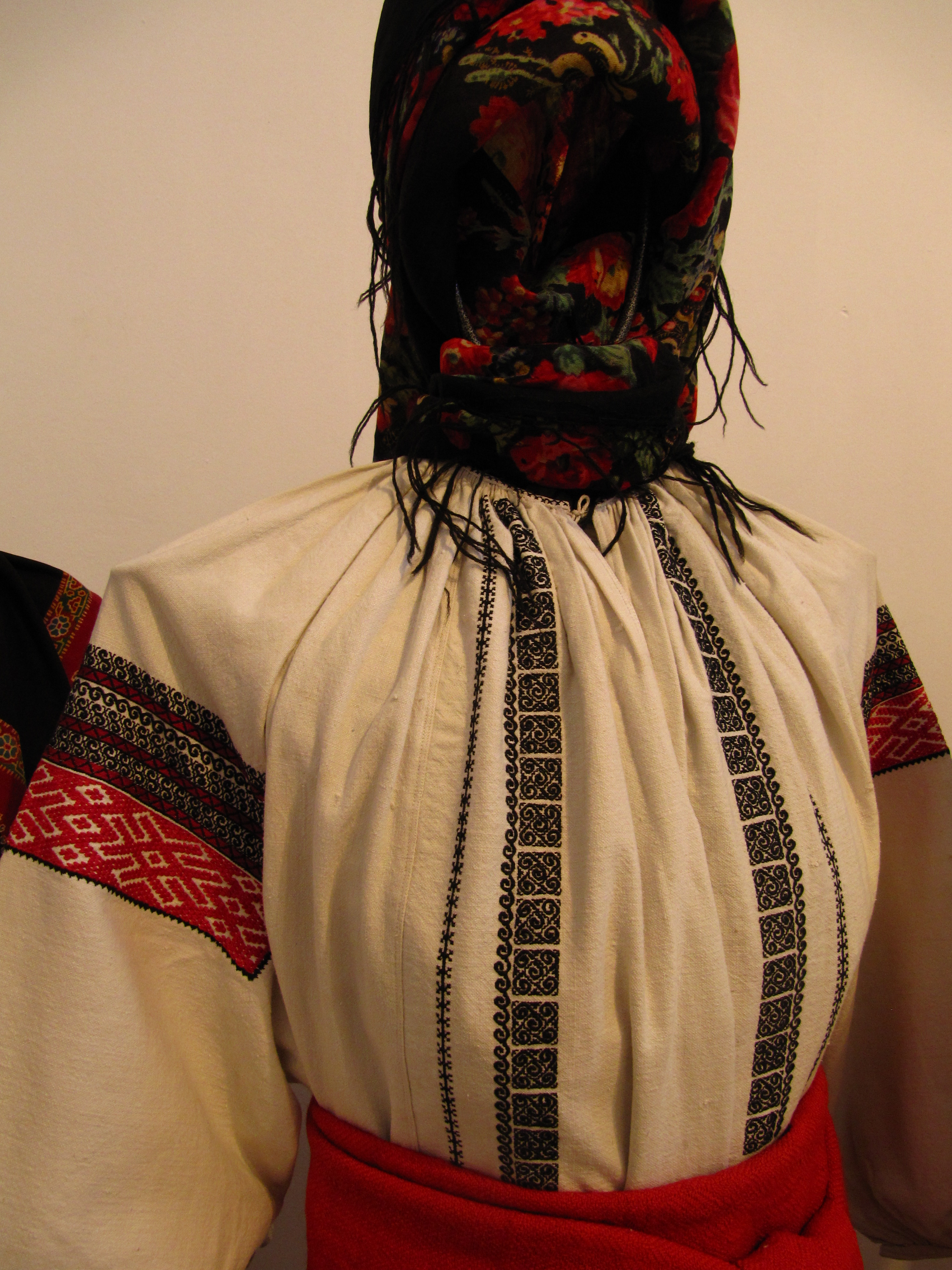
Костюм жіночий. Кінець 19 ст. - початок 20 ст. Вінницька обл. Могилів-Подільський р.
Зх. Поділля (Придністрянська частина)